# 撒姆耳·勒內·卡普爾
撒姆耳·勒內·卡普爾（法語：Samuel René Kapel，1907年9月23日—1994年6月14日）出生於法國法蘭西島大區的首府巴黎第四區，曾經是一位法國猶太教拉比、以及法國駐外領事人員。

## 生平
他在1926年進入法國猶太神學院就讀，1932年畢業後成為一名拉比，就被派任到貝爾福擔任拉比，1940年之後徵召入伍成為第五軍團隨行神職人員，第二次世界大戰期間他是法國抵抗運動的神職人員，協助許多猶太家庭逃亡和躲藏，免於被納粹德國追捕，然而他自己在1944年7月的時候，被蓋世太保計誘逮捕並關進集中營，次月在火車運送的途中成功跳火車逃出來。1945年至1947年他擔任猶太青年團的拉比，1948年接替達維德·福伊爾沃克成為納伊猶太教堂的拉比，次年交由愛德華·古列維奇牧會，之後他改變生涯方向，成為外交工作人員。
1949年至1954年，他擔任以色列法國的副大使，後來轉任以色列外交部拉丁美洲司長，之後派駐許多中南美洲的國家，於1972年10月退休。

## 受獎
- 法國榮譽軍團勳章
- 法國抵抗運動勳章[3]
- 以色列猶太救援者表揚獎（Jewish Rescuers Citation）[4]